# Senza famiglia (film 1946)
Senza famiglia è un film del 1946 diretto da Giorgio Ferroni.
Il soggetto è tratto dall'omonimo romanzo di Hector Malot.
Protagonista del film è Luciano De Ambrosis, primo attore bambino italiano a ricevere attenzione internazionale come protagonista del film I bambini ci guardano, per la regia di Vittorio De Sica (1943).

## Trama
Il piccolo Remigio, abbandonato dalla sua ricca famiglia, viene affidato ad una coppia di contadini, che lui crede siano i veri genitori, il padre affidatario stanco del bambino lo vende ad un suonatore ambulante, che lo porta in giro per il paese, in cerca di elemosine, diventando il suo maestro di vita; in questo modo trascorrono una vita in povertà ma spensierata.
Improvvisamente Remigio incontra la sua vera madre, senza conoscerne la vera identità, ma questo incontro sarà reso vano dallo zio, che mira ad essere l'unico erede della famiglia.

## Produzione
Il film fu girato nel 1944, durante la RSI, a Venezia, presso gli stabilimenti della Scalera del Cinevillaggio, alla Giudecca, e terminato nello stesso anno.

## Distribuzione
A causa degli eventi bellici, il film arrivò nelle sale italiane solo il 10 gennaio 1946.
Per la sua eccessiva lunghezza venne diviso in due parti (la seconda parte venne intitolata Ritorno al nido, e fu distribuita nel circuito cinematografico circa un mese dopo).
Tale dittico è uno dei pochi film prodotti durante il breve periodo di attività del Cinevillaggio ad essere stato trasmesso in televisione.

## Opere correlate
Il romanzo di Malot era già stato trasposto al cinema in Francia all'epoca del muto con due pellicole (entrambe dirette da Georges Monca, rispettivamente nel 1913 e nel 1925) ed in seguito anche con una versione sonora nel 1936 per la regia di Marc Allégret. Numerose altre ne seguiranno, tra cui anche il popolare anime giapponese Remi - Le sue avventure (1977).